# Individuum est ineffabile
Die Sentenz Individuum est ineffabile (lateinisch für „Das Individuum ist unsagbar, unaussprechlich“) wird in der Philosophie erkenntnistheoretisch und ethisch verstanden: Unsere Verstandes-Begriffe erfassen nur  abstrahiertes Allgemeines („Mensch“) und damit prinzipiell nicht die unendliche Fülle der konkreten Eigenschaften von Einzelgegenständen („Sokrates“). Es kann als Ganzes subsumiert und damit benannt und vergleichend besprochen, aber nicht in seiner Ganzheit begreifbar und sagbar werden, ohne gerade seine Individualität zu verlieren. Ethisch ist die irreduzible Individualität des Menschen gleichbedeutend mit seiner Freiheit, Selbstbestimmung, Anerkennung anderer, Verantwortung und Würde. Das Unaussprechliche der Individualität der Dinge und besonders des Menschen ist auch Thema der Theologie und der Kunst.

## Geschichte
Besonders das erkenntnistheoretische Verständnis der Sentenz lässt sich bis in die griechische Antike zurückverfolgen. Platon trennte Idee und Materie (hyle), welche das principium individuationis darstellt: „etwas“, das bestimmt, zählbar, messbar, in Raum und Zeit vorhanden ist. Aristoteles trennte Form und Materie (erste Substanz, Hypokeimenon). Beide hielten aus dem genannten Grund ein(e) theoretische Wissen(schaft) (Metaphysik) von Einzelnem für unmöglich, was die Unmöglichkeit von Definitionen oder Beweisen von einzelnen sinnlichen Ganzheiten einschließt. Der Arzt Galenos formulierte für die medizinische Praxis, dass der (tatsächliche einzelne Patient) nicht durch eine Formel beschreibbar sei.
Für die praktische Philosophie bedeutete dies in der Antike, dass die menschliche Besonderheit endlich, nichtig, vergänglich und daher wertlos ist, was zählt ist die Idee in ihrer Vollkommenheit. Dieses Verständnis eines nichtigen Anteils des Partikulären findet sich noch im deutschen Idealismus, besonders bei Hegel.
In der Scholastik wird die Erkenntnistheorie der Antike weitergeführt, die Individualität des Menschen aber neu gedeutet. Thomas von Aquin schrieb im Anschluss an Aristoteles, dass das Einzelne nicht wissenschaftlich diskutierbar sei. Ähnliches findet sich bei Francisco Suárez. Gottfried Wilhelm Leibniz formulierte den Gedanken näher am Wortlaut der Sentenz und diskutierte vielfach das Problem einer möglichen begrifflichen Bestimmung des Individuellen. Dabei stellte er fest, dass ein solcher Individualbegriff die menschliche Erkenntnisfähigkeit übersteigen, besonders aber die Freiheit aufheben würde.
Georg Wilhelm Friedrich Hegel griff den Gedanken der Sentenz auf. Bei ihm findet sich die Formulierung, dass wir empirische Gehalte, ein „sinnliches Sein“, nur meinen, nicht aber letztlich sagen können. Johann Wolfgang von Goethe, der den Gedanken bei Baruch Spinoza oder Leibniz gefunden zu haben scheint, spricht sich mehrfach diesbezüglich enthusiastisch aus, so in einem oft zitierten Brief an Johann Caspar Lavater vom 20. September 1780. Auch bei Johann Gottfried Herder findet sich dieser Gedanke in einer das menschliche Individuum, anders als Hegel, besonders hochschätzenden Weise.
Die Romantiker versuchten ihre Opposition gegen eine Anmaßung des allgemeinen Begriffs gegenüber dem Individuellen mit dem Nachweis der Unfassbarkeit des Individuums  zu stützen. Der Satz kann hier auch im Sinne einer Opposition von Ontologie und personaler Individualität verstanden werden: Alle  Objekte sind unter ontologische Begriffe zu bringen, Personen aber nicht. In diesem Sinne finden sich Kontinuitäten beispielsweise zu Martin Heideggers Verständnis der Existenz, Theodor Adornos Negativer Dialektik und Emmanuel Levinas’ Konzept des Anderen.
Franz von Kutschera begründet – ähnlich wie Leibniz – die Nichterfassbarkeit von Individuen mit der Behauptung, dass diese eine unendliche Fülle an Eigenschaften aufwiesen. Selbst wenn man Individualbegriffe akzeptiert, sind diese durch Allgemeinbegriffe nie vollständig analysierbar und allenfalls Kennzeichnungen, keine Beschreibungen.